# Karim Wasfi
Karim Wasfi (* 1972 in Kairo) ist ein ägyptisch-irakischer Cellist, Dirigent und Komponist. Seit 2007 leitet er das Iraqi National Symphony Orchestra in Bagdad.

## Leben
2007 übernahm Wasfi die Leitung des Irakischen Symphonieorchesters in Bagdad. Er wurde international bekannt, weil er demonstrativ mit seinem Cello an Orten spielte, an denen kurz zuvor Menschen bei Bombenattentaten ums Leben gekommen waren. Dazu erklärte er auf dem Sender Al Jazeera: Das Grauen, der Wahnsinn und das Groteske – die Terroranschläge – sollen durch Schönheit, Kreativität und Finesse überwunden werden.
Wasfi gründete ein irakisches Jugendorchester, das einmal im Jahr in Erbil probte und junge Menschen aus Bagdad, Erbil, Kirkuk und Mossul zusammen brachte. 2012 gründete er gemeinsam mit anderen Musikern und Künstlern die Friedensinitiative „Peace Through the Arts“. In diesem Zusammenhang spielte er im Institut des cultures arabes et méditerranéennes im November 2016 in Genf.